# Haza
Haza – gmina w Hiszpanii, w prowincji Burgos, w Kastylii i León, o powierzchni 82,3 km². W 2011 roku gmina liczyła 26 mieszkańców.
Na zamku w Haza urodziła się bł. Joanna Garces (* ok. 1135 + 02.08.1205) matka św. Dominika Guzmana, założyciela zakonu Dominikanów.